# FRRouting
FRRouting (FRR) ist eine Open-Source-Routing-Software-Suite, die eine Vielzahl von Routing-Protokollen und Funktionen für Computer-Netzwerke bereitstellt. Die Software zielt darauf ab, eine zuverlässige und flexible Routing-Lösung für Unternehmens- und Rechenzentrumsumgebungen bereitzustellen.

## Geschichte
Ursprünglich wurde FRRouting als Abspaltung (Fork) von Quagga erstellt, einer anderen Routing-Software-Suite. Die Entwicklergemeinschaft von FRRouting strebte danach, einige der Herausforderungen zu bewältigen, die mit der Pflege und Weiterentwicklung von Quagga verbunden waren. FRRouting wurde entwickelt, um eine robuste Routing-Plattform mit Unterstützung für verschiedene Routing-Protokolle wie BGP (Border Gateway Protocol), OSPF (Open Shortest Path First), IS-IS (Intermediate System to Intermediate System) und mehr anzubieten.
Die FRRouting-Software-Suite bietet eine modulare Architektur, die es Benutzern ermöglichen soll, ihren Netzwerkanforderungen entsprechende die Routing-Protokolle auszuwählen. Sie unterstützt auch Funktionen wie Routing-Richtlinien, Filterung, Virtual Routing and Forwarding (VRF) und Tunneling.